# Grand Khorassan
Pour la région de l’Iran, voir Khorassan.
Pour la province de l'État islamique, voir État islamique au Khorassan.

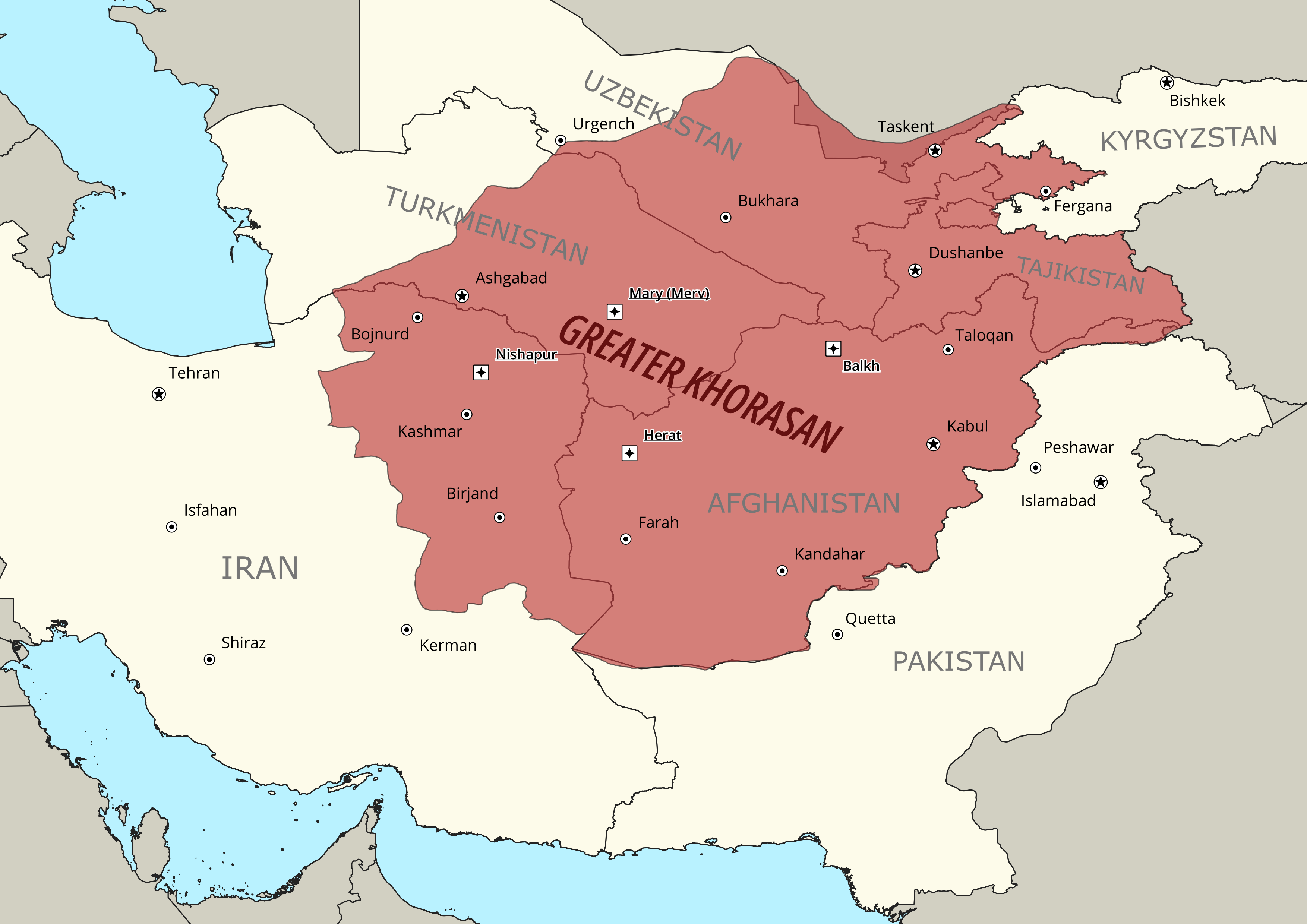
Carte approximative du Grand Khorassan superposé sur les frontières actuelles de la région.

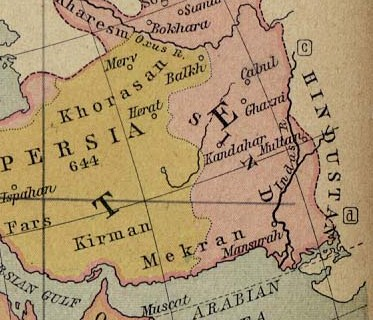
Noms des territoires au cours du califat en 750 CE. Khorassan était partie de la Perse (en jaune). À l'est se trouvait Hind (Sind), qui a été culturellement lié la plupart du temps avec l'Inde (Hindoustan).

Khorassan et Transoxiane, vers 750.

Le Grand Khorassan est une région historique — jusqu'au Moyen Âge — dont les limites varient. Il correspond néanmoins plus ou moins à l'Afghanistan actuel, autrefois faisant partie du Grand Iran, et incluait des parties de ce qui est aujourd'hui l'est de Iran, le Turkménistan, l'Ouzbékistan et le Tadjikistan. 
Certaines des villes historiques principales de Perse sont situées dans le vieux Khorassan : Hérat, Balkh et Ghazni (Afghanistan), 
Nishapur (maintenant en Iran), Merv et Sanjan (en) (maintenant au Turkménistan), Samarcande et Boukhara (toutes deux situées aujourd'hui en Ouzbékistan).